# 4025 Ridley
4025 Ridley este un asteroid din centura principală, descoperit pe 24 noiembrie 1981 de Edward Bowell.